# Nephrotoma perlepida
Nephrotoma perlepida is een tweevleugelige uit de familie langpootmuggen (Tipulidae). De soort komt voor in het Afrotropisch gebied.